# El baño (Sorolla)
El baño es una pintura al óleo sobre lienzo del pintor valenciano Joaquín Sorolla y Bastida en 1905. con unas dimensiones de 90,2 × 128,3 cm que está expuesto en el Museo Metropolitano de Arte en Nueva York desde 1909.
La pintura muestra a la familia de Sorolla, sus dos hijas y su madre, jugando en el agua en la playa entre rocas en Jávea. En primer plano, dominada por los colores arenosos, se encuentra su hija menor, Elena, desnuda, con diez de edad. En el fondo, sobre un fondo azul oscuro, están la esposa del pintor Clotilde y su hija mayor, María. El último plano está dominado por rocas oscuras que cubren completamente el horizonte.
La pintura forma parte de una de las series más famosas de pintura de niños desnudos, que le valió un encargo de la Hispanic Society. Este último museo exhibió la pintura en 1909, el New York Times elogió el «agua multicolor, azotando y formando espuma contra la superficie iridiscente de las rocas húmedas».